# ویلفرد دیتریش
ویلفرد دیتریش (به آلمانی: Wilfried Dietrich) (۱۴ اکتبر ۱۹۳۳ – ۳ ژوئن ۱۹۹۲) کشتی‌گیر اهل آلمان بود که در دستهٔ فوق سنگین‌وزن در هر دو سبک آزاد و فرنگی رقابت می‌کرد. دیتریش بهترین کشتی‌گیر تاریخ آلمان و نیز بهترین کشتی‌گیری است که همزمان در هر دو سبک آزاد و فرنگی فعالیت کرده است. او در پنج دورهٔ بازی‌های المپیک (۱۹۵۶ تا ۱۹۷۲) شرکت داشت و به او لقب «کران فون شیفراشتات» (جرثقیل شیفراشتات) را داده بودند. او در هفت رقابت المپیکی کشتی (چهار رقابت آزاد و سه رقابت فرنگی) پنج مدال شامل یک مدال طلا (۱۹۶۰)، دو نقره (۱۹۵۶، ۱۹۶۰) و دو برنز (۱۹۶۴، ۱۹۶۸) را کسب کرد که برای یک کشتی‌گیر المپیکی رکورد محسوب می‌شود. همچنین بین سال‌های ۱۹۵۷ تا ۱۹۶۹ پنج مدال را در مسابقات قهرمانی کشتی جهان شامل یک طلا (۱۹۶۱)، دو نقره (۱۹۵۷، ۱۹۶۹)، دو برنز (۱۹۶۲) برنده شد.
در رقابت‌های المپیک ۱۹۷۲ مونیخ دیتریش بردی اسطوره‌ای را در برابر کریس تیلور آمریکایی ۱۸۷ کیلوگرمی با فن سالتو سوپلکس از جلو رقم زد که بعدها به «پرتاب قرن» معروف شد. او بعد از بازنشستگی به آفریقای جنوبی مهاجرت کرد و در سال ۱۹۹۲ در دوربانویل بر اثر حمله قلبی درگذشت. دیتریش در سال ۲۰۰۸ به تالار مشاهیر ورزش آلمان و در سال ۲۰۱۴ نیز به تالار مشاهیر بین‌المللی کشتی راه یافت.

## فعالیت حرفه‌ای
دیتریخ در مسابقه جهانی ۱۹۵۷ با غلامرضا تختی در وزن فوق سنگین (۸۷+ کیلو) مبارزه کرد و ۱-صفر به پیروزی رسید در حالیکه وزن تختی ۹۲ کیلو بود و دیتریش ۱۱۵ کیلو. در رقابت‌های جهانی ۱۹۶۱ یوکوهاما با پیروزی بر الکساندر مدوید، مدال طلای فوق سنگین را به دست آورد. دیتریخ نخستین بار در سال ۱۹۵۵ قهرمان آلمان شد و در همان سال به مقام ششم کشتی فرنگی جهان رسید و آخرین بار هم در سن ۴۱ سالگی (۱۹۷۴) به مقام قهرمانی کشتی فرنگی کشورش دست یافت. او ۱۶ بار قهرمان کشتی آزاد آلمان شد و رکوردی بی نظیر از خود برجای نهاد.
اکثر حریفان دیتریخ نسبت به او خیلی سنگین تر بودند، دیتریخ سابقه اجرای فنون پرتابی نظیر سوبلس را روی آنها داشت که یکی از معروفترین آنها اجرای سوبلس (سالتو) روی کریس تیلور آمریکایی در بازی‌های المپیک ۱۹۷۲ مونیخ است.
سرانجام در سال ۱۹۹۲ در سن ۵۹ سالگی بر اثر عارضه قلبی درگذشت.